# Никколо I Людовизи
Никколо I Людовизи (итал. Niccolò Ludovisi; 1610, Болонья — 25 декабря 1664, Кальяри), также Никколо Кандийский (итал. Niccolò da Candia), — князь Пьомбино, маркиз Популонии и князь Фьяно-Романо, военный и государственный деятель.

## Биография
Никколо родился в 1610 году в семье военачальника и аристократа Болоньи Орацио Людовизи. Он племянник Папы Римского Григория XV и кардинала Никколо Альбергати Людовизи, а также брат кардинала Людовико Людовизи.
30 ноября 1622 года он женился на Изабелле Гесуальдо (1611—1629), принцессе Венозы.
После смерти отца в 1624 году, Никколо унаследовал титулы маркиза Популонии и князя Фьяно-Романо. В 1634 году Никколо получил титул князя Пьомбино, заплатив крупную сумму в миллион золотых флоринов. 
В 1633 году он вновь женился, на этот раз на Полиссене Аппьяни (?—1642), дочери и наследнице княжны Пьомбино Изабелле Аппьяни. В третий раз он женился в 1644 году на Констанце Памфили (1627—1665), племяннице Иннокентия X. 
После участия в Критской войне, Людовизи получил большое финансовое вознаграждение за своё участие в качестве командующего и адмирала. С того моментах в документах начало встречаться имя Никколо Кандийский за поддержку Королевства Кандия.
За службу Испанской короне, Никколо стал наместником Арагона (1660—1662) и Сардинии (1662—1664). В 1657 году он был награждён орденом Золотого руна.
Никколо умер 25 декабря 1664 года в Кальяри. Его земли унаследованы сыном Джованом Баттистой Людовизи.